# Dale Hennesy
Dale Hugh Hennesy (* 24. August 1926 in Washington, D.C.; † 20. Juli 1981 in Encino, Kalifornien) war ein US-amerikanischer Artdirector und Szenenbildner, der unter anderem einen Oscar für das beste Szenenbild sowie zweimal den Saturn Award gewann.

## Leben
Hennesy begann seine Laufbahn als Artdirector und Szenenbildner 1963 bei dem Film Ein Ehebett zur Probe (Under the Yum Yum Tree) und arbeitete bis zu seinem Tod an der Ausstattung von knapp dreißig Filmen mit.
Bei der Oscarverleihung 1967 gewann Hennesy zusammen mit Jack Martin Smith, Walter M. Scott und Stuart A. Reiss den Oscar für das beste Szenenbild in dem Farbfilm Die phantastische Reise (1966), einem Science-Fiction-Film von Richard Fleischer mit Stephen Boyd, Raquel Welch und Edmond O’Brien in den Hauptrollen.
1976 gewann er mit Robert De Vestel die Golden Scroll, seinen ersten Saturn Award der Academy of Science Fiction, Fantasy & Horror Films, für das beste Szenenbild in Frankenstein Junior (1974) von Mel Brooks mit Gene Wilder, Peter Boyle und Marty Feldman.
Für den Science-Fiction-Film Flucht ins 23. Jahrhundert (1976) von Michael Anderson mit Michael York, Richard Jordan und Jenny Agutter war er zusammen mit De Vestel 1977 für den Oscar für das beste Szenenbild nominiert und gewann darüber hinaus für diesen Film seinen zweiten Saturn Award für die beste Artdirection. Darüber hinaus war er 1977 gemeinsam mit Mario Chiari für King Kong (1976) von John Guillermin mit den Hauptdarstellern Jeff Bridges, Jessica Lange und Charles Grodin für den BAFTA Film Award für das beste Szenenbild nominiert.
Bei der Oscarverleihung 1983 war Hennesy posthum zusammen mit Marvin March für einen weiteren Oscar für das beste Szenenbild nominiert, und zwar für den Musicalfilm Annie (1982) von John Huston mit Aileen Quinn, Albert Finney und Carol Burnett.
Dale Hennesy war der Vater der Schauspielerin Carolyn Hennesy und Schwiegervater des Schauspielers Donald Agnelli. Seine Schwägerin, die Schauspielerin Barbara Rush, ist die Mutter der Schauspielerin Claudia Gowan.

## Filmografie (Auswahl)
- 1963: Ein Ehebett zur Probe (Under the Yum Yum Tree)
- 1965: Eine zuviel im Harem (John Goldfarb, Please Come Home!)
- 1971: Dirty Harry
- 1973: Slither
- 1974: Frankenstein Junior
- 1976: Flucht ins 23. Jahrhundert
- 1979: The Billion Dollar Threat
- 1980: The Island
- 1982: Annie

## Auszeichnungen
- 1967: Oscar für das beste Szenenbild in einem Farbfilm
- 1976: Saturn Award für das beste Szenenbild
- 1977: Saturn Award für das beste Szenenbild